# いわきFC
いわきFC（いわきエフシー、英: Iwaki FC）は、日本の日本プロサッカーリーグ（Jリーグ）に加盟するプロサッカークラブ。
福島県いわき市、双葉郡（広野町、楢葉町、富岡町、川内村、大熊町、双葉町、葛尾村、浪江町）をホームタウンととし、いわき市にあるハワイアンズスタジアムいわきをホームスタジアムとしている。
特定の親会社を持たない市民球団として、東日本大震災にて大きな被害を受けた「いわき市を東北一の都市にする」ことを目的に、東日本大震災の復興の象徴として語られることもある。

## 概要
元々は2012年に創設され、2013年に「一般社団法人いわきスポーツクラブ」を設立し法人化されたいち地方のサッカークラブであった。
2015年12月に「スポーツの産業化」をキーワードに打ち出す、アンダーアーマーの日本総代理店・株式会社ドーム（東京都江東区）社長（当時）の安田秀一と、同学年で「前に前にとゴールを目指すのがスタンダードになっている」世界のサッカーと「落ちない（降格しない）ように戦っているようにも見える」Jリーグとのギャップを感じていた湘南ベルマーレ代表取締役社長の大倉智が意気投合。加えて、ドームがいわき市に設置した流通センター「ドームいわきベース」のために取得できた土地がかなり広かったことから、敷地内にサッカーグラウンドを整備し、サッカークラブを運営するという構想がスタートする。ドームは子会社「株式会社いわきスポーツクラブ」を設立、いわきFCの運営権を一般社団法人いわきスポーツクラブから譲り受けて、クラブ運営に本格的に参入。大倉は湘南社長を退任して株式会社いわきスポーツクラブの代表取締役社長に就任した。
ドームへの運営移管後、「スポーツを通じて社会を豊かにする」という理念の下、「いわき市を東北一の都市にする」「日本のフィジカルスタンダードを変える」「人材育成と教育を中心に据える」というクラブビジョンを掲げている。
当初、選手は全員ドームの契約社員として雇用され、午前中はドームいわきベースの敷地内に設けられた練習場「いわきFCフィールド」（2016年11月開場） と商業施設併設のクラブハウス「いわきFCパーク」（2017年6月10日開業） を拠点に練習を行い、午後は「ドームいわきベース」でドームのスタッフとして働く、社員選手として生活を送っていた。その後、数年間はプロ契約とアマチュア契約の選手が混在していたが、JFL参戦初年となる2020年1月に所属選手全員とプロ契約を締結し、プロ選手のみが所属するプロサッカークラブとなった。
ドームのノウハウを生かしたフィジカルトレーニングを主体とした練習に特徴があり、選手全員が専門の栄養士が管理する食事を原則3食取り、サプリメントの供給を受けるなど、選手の肉体強化に主眼を置いた練習方針となっている。なお、2022年に株式会社ドームの発行済み株式の過半数を伊藤忠商事株式会社が取得しているが、クラブの運営方針自体に変更はないとコメントされていたが、2023年12月に全株式をドーム創業者の安田に譲渡した。
エンブレムは、いわき市のシルエットを模したものに右肩上がりの太いラインが入れられており、地域と共にあるチーム像、チームと共に上昇していくいわき市の姿を表している。クラブカラーは、ハワイのキングが着用する伝統衣装にちなんだ「KINGレッド」と、小名浜港をはじめとしたいわきの湊を象徴する「湊ブルー」。マスコットキャラクターはフタバスズキリュウをモチーフとした2体のキャラクターで、Jリーグ参入時の2022年に誕生、公募により浜通りに由来する「ハーマー&ドリー」と名付けられた（ドリーの頭にハーマーが帽子のように乗っている）。
クラブスローガンは「WALK TO THE DREAM」。

## 歴史

### 2012年 - 2017年（福島県リーグ）

#### 2012年
いわき市出身の向山聖也が6月に創設。

#### 2013年
福島県社会人サッカーリーグ3部に参入。同年11月11日に「一般社団法人いわきスポーツクラブ」を設立し法人化。

#### 2015年
株式会社ドームが、東日本大震災からの復興や地域活性化を掲げ、いわき市内に物流センター「ドームいわきベース」を建設するとともにサッカークラブの立ち上げを計画。12月11日に「株式会社いわきスポーツクラブ」を設立、同月28日、いわきFCの運営権を一般社団法人いわきスポーツクラブから譲り受けた。福島県リーグ3部東で全勝優勝し、県リーグ2部へ昇格。

#### 2016年
1月13日、ドームキックオフパーティ2016にて、クラブビジョンを発表。将来のJリーグ参入を目指すことや、いわき市内にサッカー専用スタジアムを建設する構想なども発表した。監督に元オランダ代表のピーター・ハウストラが就任。強化・スカウト部門のスタッフに、湘南のスタッフだった田村雄三と、株式会社ドームに勤務していた平松大志が就任した。
2月9日、新入団選手発表プレスカンファレンスが行われ、1月に実施した選手選考のトライアウト「コンバイン」やスカウトで入団が決まった全22選手を発表。前年から引き続き在籍する選手は2名のみとなり20人が新加入となった。クラブのシニアアドバイザーに元日本代表の金田喜稔が就任したことも発表された。
8月14日には、スポーツを通じて東日本大震災からの復興や地域振興を目的としたイベント「いわきドリームチャレンジ2016」の一環として、FC東京とのチャリティーマッチをいわきグリーンフィールドで開催している。
第23回全国クラブチームサッカー選手権大会で優勝、第52回全国社会人サッカー選手権大会は準々決勝で敗退。福島県リーグ2部で全勝優勝し、県リーグ1部へ昇格した。

#### 2017年
前シーズン終了後、ピーター・ハウストラが監督を退任、後任には強化・スカウト本部長の田村雄三が兼務し、代表取締役の大倉智が新設された総監督に就任した。
選手はアンドレ・クルルを含め14名が退団。一方で期限付き加入中だった平岡将豪が完全移籍に移行、ファジアーノ岡山ネクストから山下宏輝が完全移籍加入、大卒8名と高卒4名が新入団した。
第97回天皇杯全日本サッカー選手権大会福島県予選となる福島民報杯・NHK杯 第22回福島県サッカー選手権大会では決勝でJ3の福島ユナイテッドFCを下して天皇杯初出場を決め、本戦の2回戦でJ1の札幌に延長戦で勝利した。
全国クラブチームサッカー選手権大会では2連覇を果たしたが、第53回全国社会人サッカー選手権大会は2回戦で敗退した。福島県リーグ1部で全勝優勝し、東北社会人サッカーリーグ2部南に昇格した。

### 2018年 - 2019年（東北リーグ）

#### 2018年
田村体制2季目。
FW高柳昂平が盛岡に完全移籍した一方で、京都からGK永井建成が完全移籍加入。
第98回天皇杯全日本サッカー選手権大会福島県予選となる福島民報杯・NHK杯 第23回福島県サッカー選手権大会では決勝では、2年連続対戦となったJ3の福島を下して天皇杯出場を決めたが、本戦では1回戦敗退となった。第54回全国社会人サッカー選手権大会では準決勝で松江シティFC（中国）に敗れるものの、3位決定戦でおこしやす京都AC（関西1部）を下して3位入賞となった（レギュレーションの関係で全国地域サッカーチャンピオンズリーグ2018には進めず）。
東北2部南リーグでは2桁得点の試合を4試合記録するなど他チームを圧倒し、全勝優勝と東北リーグ1部昇格を決めた。

#### 2019年
田村体制3季目。
3年間在籍のDF古山瑛翔、MF板倉直紀、FW菊池将太（岩手に移籍）、さらに前年加入のMF河村英侑とGK永井建成が退団。一方でHonda FCから前年のJFLベストイレブンのDF日高大を獲得したほか、熊本を退団したGK似鳥康太が加入。また、新卒者を中心に11名の選手を獲得した。
リーグ戦ではブランデュー弘前FCに2分、前年JFLから降格したCobaltore女川に1勝1分となった以外は全てダブルを達成、無敗で東北1部を制し、全国地域サッカーチャンピオンズリーグ2019(地域CL)へ進出した。地域CLでは1次ラウンドを2勝1分で1位通過、決勝ラウンドも2勝1分の成績で優勝を果たすとともに、翌年のJFL昇格を決めた。

### 2020年 - 2021年（JFL）

#### 2020年
チームスローガン：WE PLAY ON ～魂の息吹くフットボールで人の心を揺さぶる
田村体制4季目。
DF熊川翔（横浜FCに移籍）、DF附木雄也（奈良クラブに移籍）、FW吉田篤志（栃木シティFCに移籍）、FW小枇ランディ（ポルトガル2部・UDオリヴェイレンセに移籍）、FW赤星魁麻（高知ユナイテッドSCに移籍）ら13名が退団・引退したほか、MFバスケス・バイロンがチリ1部のウニベルシダ・カトリカに期限付き移籍した。一方で岡山からMF松本健太郎、ソニー仙台FCからDF田中龍志郎とFW鈴木翔大を獲得、また、新卒で山口大輝（流通経済大学）、岩渕弘人（仙台大学）ら6名が加入した。シーズン途中には、作新学院大学から黒宮渉、相模原から小田島怜を獲得する一方、按田頼がノルブリッツ北海道FCへ移籍したほか、8月25日に今吉晃平が現役を引退、10月27日にはウニベルシダ・カトリカに期限付き移籍していたバスケス・バイロンが2020年12月31日までの移籍期間を切り上げて復帰した。
2月25日、J3リーグ入会の第1条件であるJリーグ百年構想クラブとして承認。今回の承認に伴い、ホームタウンを従来のいわき市に、双葉郡6町2村（双葉町、広野町、楢葉町、富岡町、大熊町、浪江町、川内村、葛尾村）を加えた、計9市町村へ拡大することも併せて発表された。その後、6月30日には、2021年J3リーグ加盟へ向けたJ3リーグライセンスの申請を行った。9月15日にJリーグからJ3ライセンスが交付された。
新型コロナウイルスの影響により、リーグ戦は7月から1回戦総当たり方式でスタート。開幕から5戦は勝ちと負けを交互に繰り返し、第22節終了時点で3位となっていたが、その後第23節鈴鹿ポイントゲッターズ戦から3連敗、第26節Honda FC戦も引き分け11位まで転落。その後2連勝したものの、ホーム最終戦の第29節ヴィアティン三重戦での引き分けでJ3昇格争いから後退、続く最終節テゲバジャーロ宮崎戦で敗れJFL1年目は7位で終了、同年のJ3昇格が消滅した。

#### 2021年
チームスローガン：HUMBLE & HUNGRY. ― 成長を、挑戦を貫く ―
田村体制5季目。
MF平澤俊輔が現役引退、MF前田尚輝がフィンランド2部・ムサン・サラマ、DFウェズレイ・ロドリゲスが鹿児島、FW片山紳がMIOびわこ滋賀へ完全移籍、MF寺村浩平が奈良クラブ、FW吉田知樹が高知ユナイテッドSC、GK似鳥康太がブランデュー弘前FCへ期限付き移籍し、合計7名が退団した。一方で千葉からFW古川大悟、京都からDF江川慶城、岩手からGK射庭康太朗を完全移籍で、徳島からDF奥田雄大を期限付き移籍で獲得した。このほか東海大学主将の米澤哲哉など大卒5名が加入し、合計9名が新加入となった。
リーグ戦は、開幕3連勝や第7節鈴鹿ポイントゲッターズ戦からの4連勝など序盤から好調を維持、第17節FC TIAMO枚方戦に敗れるまで開幕16戦負けなしを記録し、10勝5分1敗の首位でシーズンを折り返す。後半戦は2連勝でスタート、Honda FCとソニー仙台FCを除いて負けなしと前半戦からの好調を維持し、第29節東京武蔵野ユナイテッドFC戦の勝利でJFL年間4位以内を決め、2022年のJ3加盟要件をクリアした。
11月25日のJリーグ理事会にて、2022年からのJリーグ入会が承認された。11月27日の第33節鈴鹿ポイントゲッターズ戦を勝利し、1試合を残して初優勝を決めた。JFLの優勝とJ3昇格を同時に達成したクラブは初である。

### 2022年（J3）
チームスローガン：BE TOUGH ～立ち止まるな、成長を、挑戦を貫け～
田村雄三が2022年度までにJFA 公認S級コーチを取得できないため、前年を以て監督を退任（スポーツディレクターに異動）、後任に松本コーチの村主博正が就任した。また、スプリントコーチとして元陸上選手の秋本真吾を招聘した。一方で、クラブ創設者であり、経営権譲渡後はアカデミースタッフとして在籍していた向山聖也は、神奈川県1部・品川CC横浜のヘッドコーチ就任の為に退団した。
FWバスケス・バイロン（東京Vへ移籍）、GK白岡ティモシィ（北海道十勝スカイアースへ移籍）、MF金大生（韓国3部・天安市庁FCへ移籍）、FW平岡将豪（BTOPサンクくりやまへ移籍）ら9名が退団・引退したほか、DF増崎大虎がCobaltore女川へ期限付き移籍、期限付き移籍で加入していたDF田辺陽太とDF奥田雄大が移籍期間満了により所属元へ復帰した。一方で、鹿島からFW有馬幸太郎、長野からGK田中謙吾、富山からGK田中勘太を完全移籍で、横浜FCからDF星キョーワァンを期限付き移籍で獲得したほか、大卒6名が加入した。
ホーム開幕戦となった第2節相模原戦でJリーグ初勝利を挙げると、開幕5戦を3勝2分で2位に浮上、第6節ホーム今治戦でJリーグ初の敗戦を喫したが、第7節から7試合負けなしで、3連勝した第12節には初の首位浮上、その後一旦2位に後退したものの、前半戦終了となる第17節に2度目の首位浮上を果たす。第18節が新型コロナウイルス感染症の陽性者存在のため延期され一旦2位となるが、第19節に3度目の首位浮上を果たすと、そのまま首位を維持する。
後述のスタジアムのJ2基準化を前提とした特例規定を適用し、6月30日に2023年のJ2ライセンス申請を行い、同10月25日公表のJリーグ理事会によるライセンス審査結果により2023年度のJ2ライセンス交付が正式に認められた。
11月6日、第32節鹿児島戦に勝利し、優勝・昇格を争う2位藤枝と3位松本がともに敗れたことにより、J3優勝とJ2昇格が決定した。JFLからJ3参戦1年目の優勝かつJ2昇格は、2015年の山口以来の快挙となった。

### 2023年 -（J2）

#### 2023年
チームスローガン：RELENTLESS 容赦なく、挑み続けろ
村主体制2季目。
MF日高大（千葉へ移籍）、GK坂田大樹（福岡へ移籍）、FW鈴木翔大（鹿児島へ移籍）ら10名が退団、FW古川大悟がFC大阪へ、FW吉田知樹が高知ユナイテッドSCへ期限付き移籍、期限付き移籍で加入していたDF星キョーワァン、DF川谷凪が移籍期間満了により所属元へ復帰した。一方で、鳥取からDF石田侑資が完全移籍で、鹿島からMF下田栄祐を、東京VからGK高木和徹を、岡山から宮崎幾笑を期限付き移籍で獲得したほか、新卒6名が加入した。
リーグ戦は、第11節栃木戦から5連敗、中でも、第14節清水戦では、クラブ最多失点かつJリーグ全体で2位タイとなる9失点を喫しJ3降格圏に転落するなど成績が低迷、6月14日を以て村主を監督から解任した。後任として今年S級ライセンスを取得したばかりの田村がGMから監督に復帰し、その後チームは最終成績18位でJ2残留となった。
9月4日、いわきグリーンフィールドと多目的広場について、市内のレジャー施設「スパリゾートハワイアンズ」を運営する常磐興産が命名権を取得し、同年10月1日より「ハワイアンズスタジアムいわき」の施設名を使用することになった。
9月27日、2024年度J1ライセンス交付が、特例規定2（J1昇格から原則5年以内にスタジアムを完成させる）を利用して初めて承認された。

#### 2024年
チームスローガン：UNLEASH ～本能を解き放つ
田村体制2季目（通算7季目）。
DF家泉怜依（札幌へ移籍）、MF宮本英治（新潟へ移籍）、MF河村匠（東京Vへ移籍）、MF永井颯太（東京Vへ移籍）、MF岩渕弘人（岡山へ移籍）、FW有田稜（山形へ移籍）のほか、期限付き移籍で加入していたDF遠藤凌（新潟）らが退団。一方で、湘南からGK立川小太郎、今治からDF照山颯人、山口からDF生駒仁、千葉からFWブワニカ啓太を完全移籍で、C大阪からMF西川潤およびMF大迫塁、FC東京からDF大森理生、広島からFW棚田遼を期限付き移籍で獲得したほか、新卒6名が加入した。

リーグは第3節の鹿児島戦で初勝利を挙げると、続くアウェイ熊本戦では6-0で大勝。以降は着実に勝ち点を積み重ね、5月には一時4位に浮上。7～8月の夏場も4連勝するなど好調を維持しJ1昇格プレーオフ圏に迫ったものの、終盤に3連敗など勝ち星から遠ざかり、初のプレーオフ出場を逃した。最終成績は15勝9分14敗の9位、J2参入2年目で初の一桁順位となった。

#### 2025年
チームスローガン：REBOOT, すべてを超えろ
田村体制3季目（通算8季目）。

## ホームスタジアム・練習場

### スタジアム

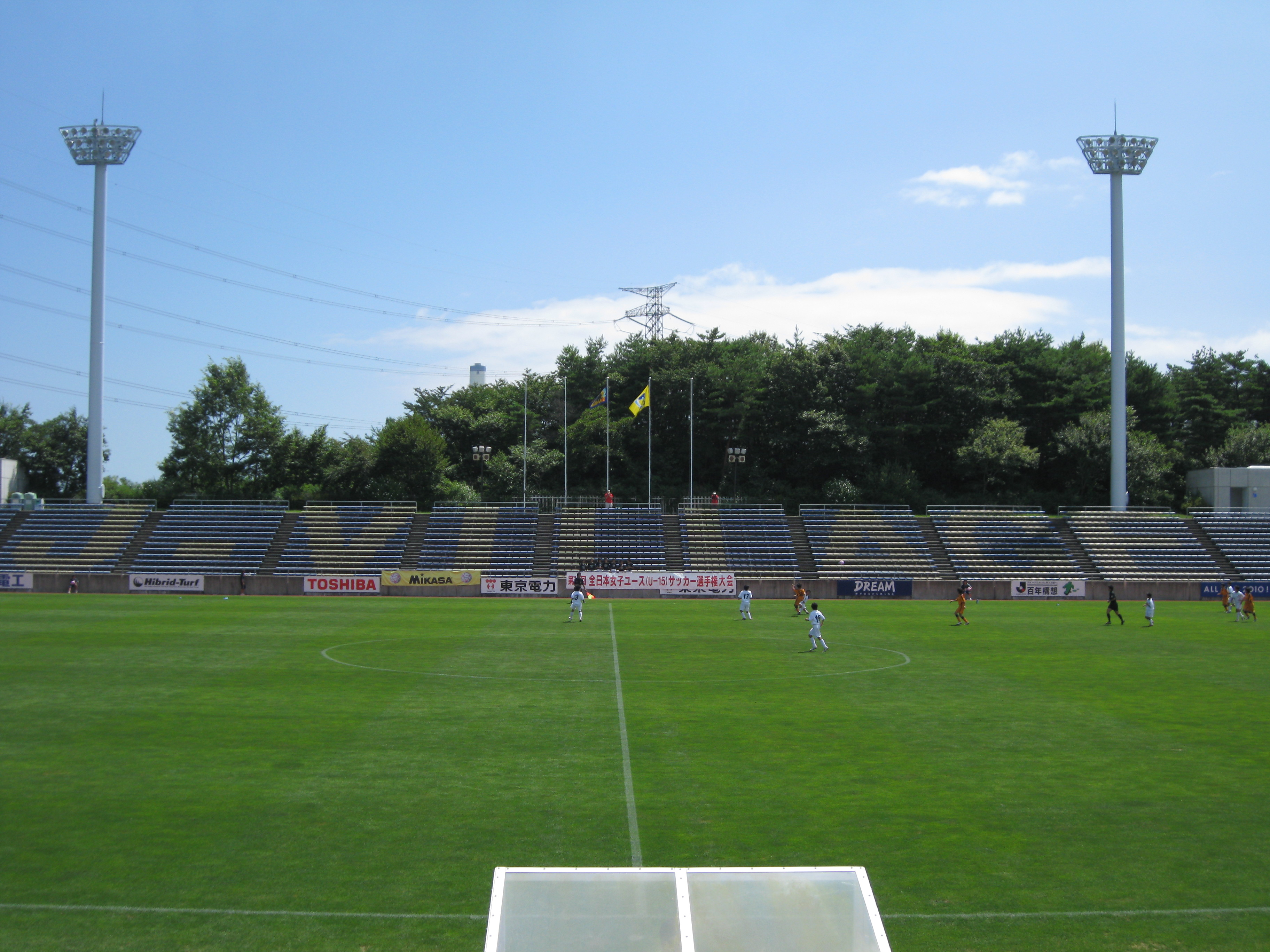
Jヴィレッジスタジアム。J3昇格初年度の2022年はここを基本の本拠地としてホーム試合を行っていた

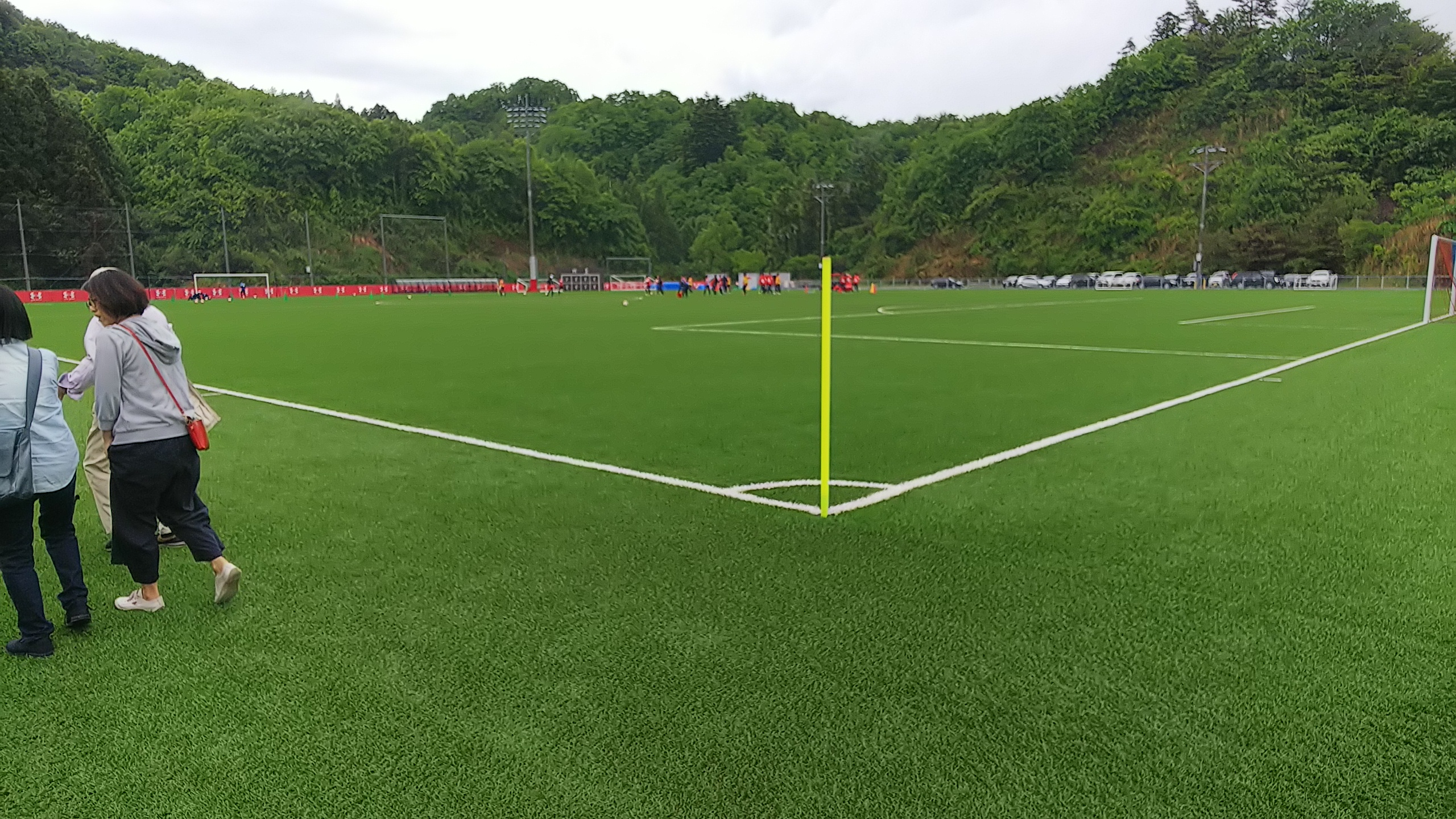
いわきFCフィールド。練習会場・および福島県リーグと東北リーグ時代はここを主戦場としていた

現在のホームスタジアムはハワイアンズスタジアムいわきである。
2019年まで（県リーグ・東北リーグ時代）はクラブ所有のいわきFCフィールドでホーム試合を行っていたが、いわきFCフィールドが人工芝のためJFLの開催要件を満たさず、JFLのホーム試合はいわきグリーンフィールド（現在のハワイアンズスタジアムいわき）やJヴィレッジスタジアムを使用していた。
いわきグリーンフィールドはJ3のスタジアム要件（観客席5,000席以上など）を一部満たしていないため、2020年のJ3ライセンス申請時に主たるスタジアムをJヴィレッジスタジアム（双葉郡広野町）をホームスタジアムとして登録し、2022年のJ3ではJヴィレッジスタジアムで大半のホーム試合を開催していた。しかし、Jヴィレッジスタジアムも夜間照明がナイトゲーム実施に必要な照度を満たしていないといった問題があったことから、いわき市が2021年度にいわきグリーンフィールドの改修事業に着手。観客席の増設や夜間照明設備・大型映像装置の設置、ドーピングコントロールルームなどの諸室の新設などを行うとしており、その工事は2023年に完成した。後述の通り、将来的にJ2以上の基準を充足する新スタジアムの建設を前提とした特例によるJ2・J1ライセンスを承認されている（ただし、観客席の屋根が規定の3分の1以上を覆っていないため、改善案を提出することを求める制裁（条件）付きの交付である）。

### 新スタジアムの検討
いわき市内における（スタジアム要件を満たす）サッカースタジアムの整備については、2018年度にいわき市が将来的なまちづくりの観点から「いわき市スタジアムを中心としたまちづくり事業可能性調査」を実施、MICE施設としての利活用の可能性も視野に入れた検証を行った結果、「いわきFCの躍進とともに、未来にわたって、いわき市民が一体となって地域経済の好循環を生み出していくためには、起爆剤となる中核施設としてのスタジアム整備が必要と考えられる」と整理した上で、平・小名浜・内郷・常磐の4地区を候補としてそれぞれ異なるコンセプトのスタジアムが建設し得るとしつつも、具体的な構想は限りなく白紙に近かった。
しかし、いわきFCが2022年10月に、施設基準における例外適用申請による「J2クラブライセンス」が交付され、さらに、いわきFCがJ2昇格が視野に入った2022年11月1日、いわき市長の内田広之がいわきFC主導でJ1ライセンス基準を満たすホームスタジアム整備計画を行う場合に市として協力する方針を示した。2023年J2ライセンス取得の条件とされた2025年までの整備計画策定・2027年までの着工・2031年開幕前の完成を目指し、今後具体的な協議に入るとしている。
そして、2023年4月19日にスポーツ庁の「令和5年度スポーツ産業の成長促進事業『スタジアム・アリーナ改革推進事業』（先進事例形成支援）」の採択を受けたことを明らかにした。これにより、2023年5月から『新スタジアム事業化検討協議会』を設け、ここでの意見交換を開始、スタジアムの基本的な考えをまとめ、2024年3月までには報告書が取りまとめられ、その中には、スタジアムの建設候補地や建設費などの財源のあり方も盛り込まれることになっている。
2025年3月28日、新スタジアムの整備候補地をいわき市小名浜港の区域とすることを発表。

### 練習場
2016年10月、いわき市常磐地区に練習グラウンド兼スタジアムの「いわきFCフィールド」やクラブハウスを備えた複合施設いわきFCパークが完成し、ここを拠点に練習を行っている。これらはFDKいわき工場（いわき電子）の跡地を利用して整備したものである。

## タイトル

### リーグ戦
- J3リーグ
  - 2022
- 日本フットボールリーグ
  - 2021
- 東北社会人サッカーリーグ1部
  - 2019
- 東北社会人サッカーリーグ2部南
  - 2018
- 福島県社会人サッカーリーグ1部
  - 2017
- 福島県社会人サッカーリーグ2部
  - 2016
- 福島県社会人サッカーリーグ3部東ブロック
  - 2015

### カップ戦
- 福島民報杯・NHK杯 福島県サッカー選手権大会
  - 2017, 2018, 2019, 2021
- 全国クラブチームサッカー選手権大会：2回
  - 2016, 2017
- 全国地域サッカーチャンピオンズリーグ：1回
  - 2019

## ユニフォーム

### クラブカラー
- レッド（KINGレッド）、    ブルー（湊ブルー）
  - いわき市のシンボルマークにも使われているレッドとブルーをクラブカラーとし、いわきの街・人と共に発展していくサッカークラブにするとの願いが込められている[1]。

### ユニフォームスポンサー
| 掲出箇所   | スポンサー名             | 表記                       | 掲出年                           | 備考                                   |
| 胸         | 磐栄ホールディングス     | BHC Banei Holdings Company | 2022年 -                         | 2021年5月 - 同年12月は鎖骨右側         |
| 鎖骨       | 昭和アステック           | ΛSTEC                      | 2022年6月 -                      | 左側に表記                             |
| 鎖骨       | スターツコーポレーション | STARTS                     | 2022年 -                         | 右側に表記 2016年10月 - 2019年はパンツ |
| 背中上部   | アルプスアルパイン       | ΛLPSΛLPINE                 | 2025年 -                         |                                        |
| 背中下部   | ロート製薬               | ROHTO                      | 2020年7月 - 同年12月 2021年4月 - |                                        |
| 袖         | 浜通り交通               | HAMADORI KOTSU             | 2016年8月 -                      |                                        |
| パンツ前面 | 北電子                   | KitΔC                      | 2023年 -                         |                                        |
| パンツ背面 | ビーエイブル             | ABLE                       | 2024年5月 -                      |                                        |

### ユニフォームサプライヤーの遍歴
- 2016年 - 現在：アンダーアーマー

### 歴代ユニフォーム
| FP 1st |      |      |        |      |
| 2017   | 2018 | 2019 | 2020   | 2021 |
| 2022   | 2023 | 2024 | 2025 - |      |
|        |      |      |        |      |

| FP 2nd |      |      |        |      |
| 2017   | 2018 | 2019 | 2020   | 2021 |
| 2022   | 2023 | 2024 | 2025 - |      |
|        |      |      |        |      |

| FP Other       |                |
| 2023 · Limited | 2024 · Limited |
|                |                |

### 歴代ユニフォームスポンサー表記
| 年度 | 箇所                       | 箇所      | 箇所                           | 箇所         | 箇所      | 箇所               | 箇所              | 箇所       | サプライヤー |
| 年度 | 胸                         | 鎖骨左    | 鎖骨右                         | 背中上部     | 背中下部  | 袖                 | パンツ前面        | パンツ背面 | サプライヤー |
| 2016 | - / DNS                    | 解禁前    | 解禁前                         | -            | -         | - / HAMADORI KOTSU | - / STARTS        | 解禁前     | UNDER ARMOUR |
| 2017 | DNS                        | 解禁前    | 解禁前                         | TOKAN ORIENS | -         | HAMADORI KOTSU     | STARTS            | 解禁前     | UNDER ARMOUR |
| 2018 | DNS                        | -         | -                              | TOKAN ORIENS | -         | HAMADORI KOTSU     | STARTS            | 解禁前     | UNDER ARMOUR |
| 2019 | DNS                        | -         | -                              | TOKAN ORIENS | -         | HAMADORI KOTSU     | STARTS            | 解禁前     | UNDER ARMOUR |
| 2020 | STARTS                     | -         | DNS                            | TOKAN ORIENS | - / ROHTO | HAMADORI KOTSU     | - / e+ イープラス | -          | UNDER ARMOUR |
| 2021 | STARTS                     | -         | - / BHC Banei Holdings Company | TOKAN ORIENS | - / ROHTO | HAMADORI KOTSU     | DNS               | -          | UNDER ARMOUR |
| 2022 | BHC Banei Holdings Company | - / ΛSTEC | STARTS                         | TOKAN ORIENS | ROHTO     | HAMADORI KOTSU     | -                 | -          | UNDER ARMOUR |
| 2023 | BHC Banei Holdings Company | ΛSTEC     | STARTS                         | TOKAN ORIENS | ROHTO     | HAMADORI KOTSU     | KitΔC             | 東邦銀行   | UNDER ARMOUR |
| 2024 | BHC Banei Holdings Company | ΛSTEC     | STARTS                         | -            | ROHTO     | HAMADORI KOTSU     | KitΔC             | - / ABLE   | UNDER ARMOUR |
| 2025 | BHC                        | ΛSTEC     | STARTS                         | ΛLPSΛLPINE   | ROHTO     | HAMADORI KOTSU     | KitΔC             | ABLE       | UNDER ARMOUR |

## スポンサー

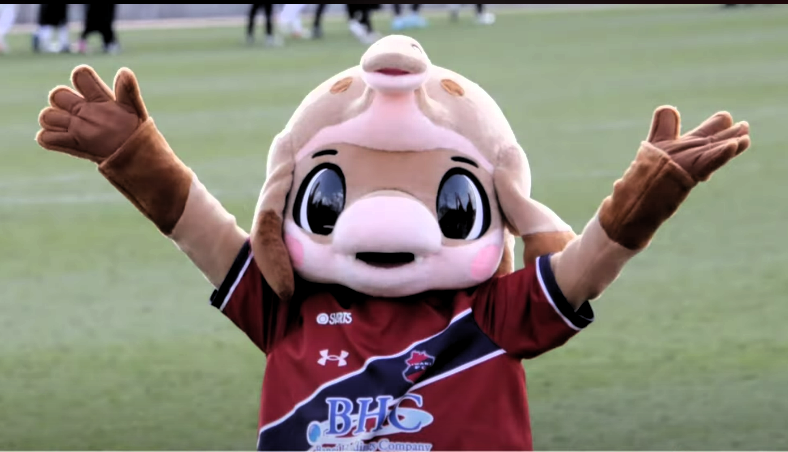
マスコットのハーマー＆ドリー

### トップパートナー
日本国内及びグローバルで社会的価値をともに創造する最高峰のパートナー。
- スターツコーポレーション
- 磐栄ホールディングス
- アルプスアルパイン
- ロート製薬
- 北電子
- 昭和アステック
- ビーエイブル
- 浜通り交通

チームオフィシャルバスを運用し、チームの移動時に使用される。

### オフィシャルパートナー
国内の特定エリアで社会的価値をともに創造する法人
- 福島民友新聞社

ホームゲームの際はスタジアムでのブース設営や移動編集車の配備が行われ、試合後すぐに号外の配布が現地で行われることがある。
- ときわ会
- Freecom英会話教室
- 嵐電気工事

### ビジネスパートナー
いわきFCの理念に賛同しともに地域の活性化を目指す法人。
- 常磐開発
- 東日本計算センター
- 常磐共同ガス
- 磯上商事
- 日栄地質測量設計
- 高萩重機
- 誠和梱枹運輸
- コカ・コーラボトラーズジャパン
- 城北化学工業
- 福浜大一建設
- ピュアロンホールディングス
- ice japan

- いわき信用組合
- 常光サービス
- 渡辺組
- 昭和産業
- 社団医療法人養生会かしま病院
- 医療法人そうまクリニック
- 丸紅ロジスティクス
- ハニーズ
- マルト
- 岡田電気産業

- 三菱商事ファッション
- 田村建材
- イエステーションいわき（アドレス）
- BÉLAIR LAB（ロート製薬）
- 仙波糖化工業
- ジャクパ
- 東邦銀行
- マルベリィ
- キャレック
- 後藤機械
- シュタイフ・ジャパン

## アカデミー

### U-18
所属選手
成績
| 年度 | リーグ戦                   | リーグ戦 | リーグ戦 | リーグ戦 | リーグ戦 | リーグ戦 | リーグ戦 | リーグ戦 | リーグ戦 | リーグ戦 | クラブユース U-18 | 監督     |
| 年度 | 所属                       | 試合     | 順位     | 勝点     | 勝       | 分       | 敗       | 得点     | 失点     | 得失差   | クラブユース U-18 | 監督     |
| 2018 | Fリーグ福島3部（F3）いわき | 10       | 2位      | 23       | 7        | 2        | 1        | 67       | 3        | 64       |                   | 坂本哲也 |
| 2019 | Fリーグ福島3部（F3）いわき | 8        | 優勝     | 21       | 7        | 0        | 1        | 65       | 4        | 61       |                   | 向山聖也 |
| 2020 | Fリーグ福島3部（F3）いわき | 4        | 2位      | 9        | 3        | 0        | 1        | 30       | 4        | 26       |                   | 新井健太 |
| 2021 | Fリーグ福島3部（F3）いわき | 12       | 優勝     | 27       | 9        | 0        | 0        | 83       | 0        | 83       | 東北予選敗退      | 新井健太 |
| 2022 | Fリーグ福島2部（F2）       | 18       | 優勝     | 51       | 17       | 1        | 0        | 78       | 9        | 69       | 東北予選敗退      | 新井健太 |
| 2023 | Fリーグ福島1部（F1）       |          |          |          |          |          |          |          |          |          |                   | 新井健太 |

### U-15
所属選手
成績
| 年度 | U-15 リーグ戦 | U-15 リーグ戦 | U-15 リーグ戦 | U-15 リーグ戦 | U-15 リーグ戦 | U-15 リーグ戦 | U-15 リーグ戦 | U-15 リーグ戦 | U-15 リーグ戦 | U-15 リーグ戦 | U-13 リーグ戦        | U-13 リーグ戦                      | U-13 リーグ戦                      | U-13 リーグ戦                      | U-13 リーグ戦                      | U-13 リーグ戦                      | U-13 リーグ戦                      | U-13 リーグ戦                      | U-13 リーグ戦                      | U-13 リーグ戦                      | 高円宮杯 U-15 | クラブユース U-15 | 監督               |
| 年度 | 所属          | 試合          | 順位          | 勝点          | 勝            | 分            | 敗            | 得点          | 失点          | 得失差        | 所属                 | 試合                               | 順位                               | 勝点                               | 勝                                 | 分                                 | 敗                                 | 得点                               | 失点                               | 得失差                             | 高円宮杯 U-15 | クラブユース U-15 | 監督               |
| 2017 | 福島3部       |               |               |               |               |               |               |               |               |               | -                    | -                                  | -                                  | -                                  | -                                  | -                                  | -                                  | -                                  | -                                  | -                                  | 県予選敗退    | 県1次敗退         | 菅原康介/ 向山聖也 |
| 2018 | 福島3部       |               |               |               |               |               |               |               |               |               | 福島                 | 10                                 | 3位                                | 23                                 | 7                                  | 2                                  | 1                                  | 35                                 | 11                                 | 24                                 | 県予選敗退    | -                 | 向山聖也           |
| 2019 | 福島2部       | 15            | 優勝          | 43            | 14            | 1             | 0             | 141           | 6             | 135           | 福島                 | 9                                  | 優勝                               | 24                                 | 8                                  | 0                                  | 1                                  | 29                                 | 3                                  | 26                                 | 東北予選敗退  | 東北GL敗退        | 矢澤彰悟           |
| 2020 | 福島1部       | 6             | 優勝          | 18            | 6             | 0             | 0             | 32            | 3             | 29            | 東北みちのくリーグ南 | 新型コロナウイルスの影響により中止 | 新型コロナウイルスの影響により中止 | 新型コロナウイルスの影響により中止 | 新型コロナウイルスの影響により中止 | 新型コロナウイルスの影響により中止 | 新型コロナウイルスの影響により中止 | 新型コロナウイルスの影響により中止 | 新型コロナウイルスの影響により中止 | 新型コロナウイルスの影響により中止 | 県予選敗退    | 県4位             | 矢澤彰悟           |
| 2021 | 福島1部       | 14            | 優勝          | 40            | 13            | 1             | 0             | 70            | 8             | 62            | 東北みちのくリーグ南 | 12                                 | 6位                                | 7                                  | 1                                  | 4                                  | 4                                  | 8                                  | 18                                 | -10                                | 東北予選敗退  | 東北GL敗退        | 矢澤彰悟           |
| 2022 | 福島1部       | 14            | 2位           | 27            | 9             | 0             | 5             | 46            | 23            | 23            | 東北みちのくリーグ南 | 16                                 |                                    |                                    |                                    |                                    |                                    |                                    |                                    |                                    | 県予選敗退    | 県4位             |                    |

### Girls U-15
所属選手
成績
| 年度 | リーグ戦      | リーグ戦 | リーグ戦 | リーグ戦 | リーグ戦 | リーグ戦 | リーグ戦 | リーグ戦 | リーグ戦 | リーグ戦 | 皇后杯     | 高円宮妃杯 U-15 | 監督     |
| 年度 | 所属          | 順位     | 試合     | 勝点     | 勝       | 分       | 敗       | 得点     | 失点     | 得失差   | 皇后杯     | 高円宮妃杯 U-15 | 監督     |
| 2017 | 福島グループ1 | 5位      | 5        | 3        | 1        | 0        | 4        | 1        | 22       | -21      |            |                 |          |
| 2018 | 福島グループ1 | 2位      | 6        | 10       | 3        | 2        | 1        | 19       | 11       | 8        |            |                 |          |
| 2019 | 福島グループ1 | 優勝     | 8        | 21       | 7        | 0        | 0        | 49       | 5        | 44       |            |                 |          |
| 2020 | 福島グループ1 | 優勝     | 2        | 6        | 2        | 0        | 0        | 7        | 2        | 5        |            |                 | 向山聖也 |
| 2021 | 福島グループ1 | 3位      | 4        | 6        | 2        | 0        | 2        | 8        | 14       | -6       | 県予選敗退 | 県予選敗退      | 向山聖也 |
| 2022 | 福島グループ1 |          |          |          |          |          |          |          |          |          | 県予選敗退 | 東北予選敗退    | 石井晃樹 |

## メディア

### テレビ
- KICK OFF! FUKUSHIMA（2022年10月2日 - 現在、福島中央テレビ）
- SATURDAY FOOTBALL FUKUSHIMA（2023年4月15日 - 現在、福島テレビ）[53]
- はまなかあいづToday（2020年4月13日・2021年9月6日、NHK総合・福島）
- 福島That's学辞典（2020年5月29日、KFB福島放送）
- やべっちFC〜日本サッカー応援宣言〜（2020年6月7日、テレビ朝日）
- スポヂカラ!「復興の力に サッカーいわきFC」（2020年12月26日、NHK BS1）
  - 福島県域再放送（2020年12月28日、NHK総合・福島）
- ニュースシブ5時（2021年3月9日、NHK総合）
- NHKニュースおはよう日本（2021年5月5日、NHK総合）
- Nスタふくしま（2021年9月6日、テレビユー福島）

### ラジオ
- 「サンシャインスポーツ」内「いわきFC応援番組WALK TO THE DREAM」（毎週水曜日 19:35頃〜19:45頃、2016年7月6日 - 現在、FMいわき）[54]
- 浜通り応援ラジオ番組「明日へ」（2020年12月26日、ラジオ福島）

### 雑誌
- トレーニングマガジン（2020年12月21日、ベースボールマガジン）
- コーチングクリニック（2021年4月号、ベースボールマガジン）
- Tarzan（No.807、マガジンハウス）